# Siewalka
Siewalka – wieś w Polsce położona w województwie lubelskim, w powiecie opolskim, w gminie Chodel.
W latach 1975–1998 miejscowość należała administracyjnie do ówczesnego województwa lubelskiego.
Wieś stanowi sołectwo w gminie Chodel. Według Narodowego Spisu Powszechnego z roku 2011 wieś liczyła 283 mieszkańców.
Wierni Kościoła rzymskokatolickiego należą do parafii Trójcy Świętej i Narodzenia Najświętszej Maryi Panny w Chodlu.

## Historia
Wieś znana w wieku XIX (także jako Maydan Siewalka) wymienia ją Słownik geograficzny Królestwa Polskiego z roku 1895 w opisie dóbr Wronowskich, [w:] Słownik geograficzny Królestwa Polskiego, t. XIV: Worowo – Żyżyn, Warszawa 1895, s. 53., wieś posiadała wówczas 24 osady z gruntem 445 mórg.
Według spisu powszechnego z roku 1921 w Siewalce było 32 domy i 208 mieszkańców.